# Пазопаніб
Пазопаніб (англ. Pazopanib, лат. Pazopanibum) — синтетичний лікарський препарат, який належить до групи інгібіторів тирозинкінази, що застосовується перорально. Пазопаніб схвалений до клінічного застосування у 2009 році в США, та в 2010 році у Великій Британії, Європейському Союзі та Австралії.

## Фармакологічні властивості
Пазопаніб — синтетичний лікарський засіб, який належить до групи інгібіторів протеїнтирозинкінази. Механізм дії препарату полягає в інгібуванні ферменту тирозинкінази великої кількості клітинних рецепторів. Препарат інгібує KDR, FLT4, PDGFRB, FGFR1 та FGFR3, FLT1, FLT3, c-kit, CSF1R та PDGFRA. Це призводить до інгібування ангіогенезу, який більше виражений у пухлинних тканинах, що призводить до гальмування росту пухлини. Пазопаніб також інгібує фосфорилювання у клітинах організму, зокрема клітинах пухлин, що призводить до загибелі пухлинних клітин. Пазопаніб застосовується у лікуванні саркоми м'яких тканин та раку нирки, у тому числі з метастазуванням, причому з вищою ефективністю при більшості клінічних варіантів захворювання, та меншою кількістю побічних ефектів, у порівнянні як з хіміотерапевтичними препаратами, так і з іншими інгібіторами тирозинкінази.

### Фармакокінетика
Пазопаніб добре та відносно повільно всмоктується після перорального застосування, біодоступність препарату становить від 14 до 39 % у зв'язку з ефектом першого проходження препарату через печінку. Максимальна концентрація препарату в крові досягається протягом 2—4 годин після прийому препарату. Пазопаніб добре розподіляється в тканинах організму та майже повністю (на 99 %) зв'язується з білками плазми крові. Препарат проходить через плацентарний бар'єр, даних за виділення в грудне молоко людини немає. Пазопаніб метаболізується у печінці. Виводиться препарат переважно із калом, незначна частина виводиться з сечею у вигляді метаболітів. Період напіввиведення пазопанібу становить у середньому 30,9 годин, цей час може збільшуватися у хворих із порушенням функції печінки або нирок.

## Покази до застосування
Пазопаніб застосовують для лікування саркоми м'яких тканин та поширеного або метастатичного раку нирки.

## Побічна дія
Найчастішими побічними ефектами при застосуванні пазопанібу є діарея, артеріальна гіпертензія, зміна кольору волосся, нудота, блювання, втрата апетиту, швидка втомлюваність та астенія, кровотечі, біль у животі, головний біль, втрата ваги тіла, протеїнурія. Іншими частими побічними ефектами препарату є:
- Алергічні реакції та з боку шкірних покривів — шкірний висип, свербіж шкіри, алопеція, зміна кольору шкіри, гіпергідроз, долонно-підошовний синдром, сухість шкіри, синдром Лаєлла, фотодерматоз.
- З боку травної системи — стоматит, запор, метеоризм, гепатит, диспепсія, жовтяниця, перфорація кишки або іншого порожнистого органу, фістули порожнистих органів.
- З боку нервової системи — запаморочення, порушення смаку, транзиторна ішемічна атака, порушення мозкового кровообігу, інсульт.
- З боку серцево-судинної системи — серцева недостатність, тахікардія або брадикардія, периферичні набряки, тромбози або емболії, приливи крові, аритмії, біль у грудній клітці, зворотна серцева дисфункція зі зниженням фракції викиду, інфаркт міокарду, подовження інтервалу QT на ЕКГ.
- З боку дихальної системи — носова кровотеча, кашель, гикавка, біль у гортані, кровохаркання, втрата голосу.
- Інші побічні ефекти — гіпотиреоз, болі у м'язах і суглобах, біль у кінцівках, спазми в м'язах, біль у спині.
- Зміни в лабораторних аналізах — лейкопенія, тромбоцитопенія, нейтропенія, підвищення рівня креатиніну та сечовини в крові, підвищення рівня білірубіну, підвищення рівня активності амілази та амінотрансфераз.

## Протипокази
Пазопаніб протипоказаний при підвищеній чутливості до препарату, при важкій печінковій та нирковій недостатності, при вагітності та годуванні грудьми, особам віком до 18 років.

## Форми випуску
Пазопаніб випускається у вигляді таблеток по 0,2 та 0,4 г.